# Voleibol de praia nos Jogos da Commonwealth de 2022
O voleibol de praia nos Jogos da Commonwealth de 2022 foi realizado na Smithfield (Birmingham) , na Inglaterra, entre 30 de julho e 7 de agosto. Foi a segunda vez da modalidade na competição, consistindo de um torneio masculino e outro feminino de doze duplas cada naipe.

## Medalhistas
| Evento    | Ouro                                          | Prata                                                  | Bronze                                    |
| Masculino | Christopher McHugh Paul Burnett AUS Austrália | Sam Schachter Daniel Dearing CAN Canadá                | Javier Bello Joaquin Bello ING Inglaterra |
| Feminino  | Melissa Humana-Paredes Sarah Pavan CAN Canadá | Mariafe Artacho del Solar Taliqua Clancy AUS Austrália | Miller Pata Sherysyn Toko VAN Vanuatu     |

## Torneio masculino

### Países qualificados
Os países qualificados para o Torneio masculino foram:
| Torneio de qualificação | Data                                      | Sede      | Vagas | Qualificados          |  |
| ----------------------- | ----------------------------------------- | --------- | ----- | --------------------- |  |
| Países-sede             | –                                         | –         | 1     | Inglaterra            |  |
| Ranking FIVB            | 16 de abril de 2018 – 31 de março de 2022 | –         | 5     | Canadá                |  |
| Ranking FIVB            | 16 de abril de 2018 – 31 de março de 2022 | –         | 5     | Austrália             |  |
| Ranking FIVB            | 16 de abril de 2018 – 31 de março de 2022 | –         | 5     | Nova Zelândia         |  |
| Ranking FIVB            | 16 de abril de 2018 – 31 de março de 2022 | –         | 5     | Gâmbia                |  |
| Ranking FIVB            | 16 de abril de 2018 – 31 de março de 2022 | –         | 5     | Ruanda                |  |
| Ranking Oceania         | 16 de abril de 2018 – 31 de março de 2022 | –         | 1     | Tuvalu                |  |
| Ranking América/Caribe  | 16 de abril de 2018 – 31 de março de 2022 | –         | 1     | São Cristóvão e Neves |  |
| CEV Qualificatórias     | 24 – 26 de setembro de 2021               | Edimburgo | 1     | Chipre                |  |
| AVC Qualificatórias     | 18 – 19 de março de 2022                  | Negombo   | 1     | Sri Lanka             |  |
| CAVB Qualificatórias    | 25 – 28 de março de 2022                  | Acra      | 1     | África do Sul         |  |
| Convite bipartido       | 21 de abril de 2022                       | –         | 1     | Maldivas              |  |
| Total                   | Total                                     | Total     | 12    |                       |  |

Nota: As qualificatórias continentais masculinas para as Américas/Caribe e Oceania foram suspensas devido à pandemia causada pela COVID-19, de modo que as vagas foram concedidas às nações mais bem classificadas dessas regiões.

### Primeira fase
|  | Equipes classificadas às quartas de final |
|  | Ranking dos terceiros melhores colocados  |

Todos os jogos seguem a hora oficial de British Summer Time (UTC+1)

#### Grupo A
| Dupla              | Pts | J | V | D | SP | SC |
| ------------------ | --- | - | - | - | -- | -- |
| Dearing – Schachte | 6   | 3 | 3 | 0 | 6  | 1  |
| Jawo – Jarra       | 5   | 3 | 2 | 1 | 5  | 3  |
| Yapa – Rashmika    | 4   | 3 | 1 | 2 | 3  | 4  |
| Hodge – Seabrookes | 3   | 3 | 0 | 3 | 0  | 6  |

| Horário     | Jogo                | Jogo                      | Jogo               |
| ----------- | ------------------- | ------------------------- | ------------------ |
| 31 de julho |                     |                           |                    |
| 14:30       | Dearing – Schachter | 2–0 (21–13, 21–12)        | Yapa – Rashmika    |
| 31 de julho |                     |                           |                    |
| 19:00       | Jawo – Jarra        | 2–0 (21–14, 21–7)         | Hodge – Seabrookes |
| 2 de agosto |                     |                           |                    |
| 16:30       | Dearing – Schachter | 2–0 (21–12, 21–7)         | Hodge – Seabrookes |
| 2 de agosto |                     |                           |                    |
| 19:00       | Jawo – Jarra        | 2–1 (21–14, 19–21, 15–9)  | Yapa – Rashmika    |
| 4 de agosto |                     |                           |                    |
| 14:30       | Dearing – Schachter | 2–1 (17–21, 21–19, 15–12) | Jawo – Jarra       |
| 4 de agosto |                     |                           |                    |
| 19:00       | Hodge – Seabrookes  | 0–2 (11–21, 11–21)        | Yapa – Rashmika    |

#### Grupo B
| Dupla                  | Pts | J | V | D | SP | SC |
| ---------------------- | --- | - | - | - | -- | -- |
| Burnett – McHugh       | 6   | 3 | 3 | 0 | 6  | 0  |
| Ntagengwa – Gatsinze   | 5   | 3 | 2 | 1 | 4  | 3  |
| Williams – Goldschmidt | 4   | 3 | 1 | 2 | 2  | 5  |
| Ismail – Naseem        | 3   | 3 | 0 | 3 | 2  | 6  |

| Horário     | Jogo                   | Jogo                      | Jogo                   |
| ----------- | ---------------------- | ------------------------- | ---------------------- |
| 30 de julho |                        |                           |                        |
| 14:30       | Ntagengwa – Gatsinze   | 2–0 (21–19, 21–16)        | Williams – Goldschmidt |
| 30 de julho |                        |                           |                        |
| 19:00       | Burnett – McHugh       | 2–0 (21–13, 21–17)        | Ismail – Naseem        |
| 1 de agosto |                        |                           |                        |
| 14:30       | Burnett – McHugh       | 2–0 (21–12, 21–12)        | Williams – Goldschmidt |
| 1 de agosto |                        |                           |                        |
| 19:00       | Ntagengwa – Gatsinze   | 2–1 (21–16, 14–21, 16–14) | Ismail – Naseem        |
| 3 de agosto |                        |                           |                        |
| 14:30       | Burnett – McHugh       | 2–0 (21–16, 21–18)        | Ntagengwa – Gatsinze   |
| 3 de agosto |                        |                           |                        |
| 19:00       | Williams – Goldschmidt | 2–1 (21–16, 14–21, 15–11) | Ismail – Naseem        |

#### Grupo C
| Dupla             | Pts | J | V | D | SP | SC |
| ----------------- | --- | - | - | - | -- | -- |
| O'Dea – Fuller    | 6   | 3 | 3 | 0 | 6  | 0  |
| Bello – Bello     | 5   | 3 | 2 | 1 | 4  | 2  |
| Liotatis – Zorbis | 4   | 3 | 1 | 2 | 2  | 4  |
| Malosa – Issac    | 3   | 3 | 0 | 3 | 0  | 6  |

| Horário     | Jogo              | Jogo               | Jogo                       |
| ----------- | ----------------- | ------------------ | -------------------------- |
| 30 de julho |                   |                    |                            |
| 14:30       | Bello – Bello     | 2–0 (21–10, 21–12) | Malosa – Issac             |
| 30 de julho |                   |                    |                            |
| 19:00       | O'Dea – Fuller    | 2–0 (21–18, 21–13) | Liotatis – Zorbis          |
| 1 de agosto |                   |                    |                            |
| 14:30       | Bello – Bello     | 2–0 (21–11, 21–18) | Liotatis – Zorbis          |
| 1 de agosto |                   |                    |                            |
| 19:00       | O'Dea – Fuller    | 2–0 (21–14, 21–17) | Malosa – Issac ime = 19:00 |
| 3 de agosto |                   |                    |                            |
| 14:30       | Liotatis – Zorbis | 2–0 (21–13, 21–17) | Malosa – Issac             |
| 3 de agosto |                   |                    |                            |
| 19:00       | Bello – Bello     | 0–2 (19–21, 16–21) | O'Dea – Fuller             |

#### Qualificação dos terceiros melhores ranqueados
|  | Equipes classificadas às quartas de final |

| Dupla                  | Pts | J | V | D | SP | SC |
| ---------------------- | --- | - | - | - | -- | -- |
| Yapa – Rashmika        | 4   | 3 | 1 | 2 | 3  | 4  |
| Liotatis – Zorbis      | 4   | 3 | 1 | 2 | 2  | 4  |
| Williams – Goldschmidt | 4   | 3 | 1 | 2 | 2  | 5  |

### Fase final
| Horário                           | Jogo                 | Jogo                      | Jogo                 |
| --------------------------------- | -------------------- | ------------------------- | -------------------- |
| Quartas de final – 5 de agosto    |                      |                           |                      |
| 11:00                             | O'Dea – Fuller       | 0–2 (18–21, 19–21)        | Ntagengwa – Gatsinze |
| 12:00                             | Yapa – Rashmika      | 1–2 (21–16, 16–21, 9–15)  | Burnett – McHugh     |
| 16:30                             | Bello – Bello        | 2–1 (21–16, 20–22, 15–12) | Jawo – Jarra         |
| 19:00                             | Dearing – Schachte   | 2–1 (21–9, 21–11)         | Liotatis – Zorbis    |
| Semifinais – 6 de agosto          |                      |                           |                      |
| 15:00                             | Ntagengwa – Gatsinze | 0–2 (18–21, 14–21)        | Burnett – McHugh     |
| 17:00                             | Dearing – Schachter  | 2–1 (15–21, 21–13, 15–7)  | Bello – Bello        |
| Disputa pelo bronze – 6 de agosto |                      |                           |                      |
| 15:00                             | Bello – Bello        | 2–0 (21–11, 21–12)        | Ntagengwa – Gatsinze |
| Final – 6 de agosto               |                      |                           |                      |
| 16:00                             | Dearing – Schachter  | 1–2 (21–17, 17–21, 18–20) | Burnett – McHugh     |

### Classificação final
| Pos. | Dupla                                      |
| ---- | ------------------------------------------ |
|      | AUS Paul Burnett – Christopher McHugh      |
|      | CAN Daniel Dearing – Sam Schachter         |
|      | ING Javier Bello – Joaquin Bello           |
| 4    | RWA Olivier Ntagengwa – Venuste Gatsinze   |
| 5    | CYP Antonios Liotatis – Charalambos Zorbis |
| 5    | GAM Sainey Jawo – Mbye Jarra               |
| 5    | NZL Sam O'Dea – Brad Fuller                |
| 5    | SRI Malinta Yapa – Ashen Rashmika          |
| 9    | RSA Leo Williams – Grant Goldschmidt       |
| 10   | MDV Sajid Ismail – Adam Naseem             |
| 10   | SKN St Clair Hodge –Shawn Seabrookes       |
| 10   | TUV Saaga Malosa – Ampex Issac             |

## Torneio feminino

### Países qualificados
Os países qualificados para o Torneio masculino foram:
| Torneio de qualificação | Data                                      | Sede      | Vagas | Qualificados      |  |
| ----------------------- | ----------------------------------------- | --------- | ----- | ----------------- |  |
| Países-sede             | –                                         | –         | 1     | Inglaterra        |  |
| Ranking FIVB            | 16 de abril de 2018 – 31 de março de 2022 | –         | 5     | Canadá            |  |
| Ranking FIVB            | 16 de abril de 2018 – 31 de março de 2022 | –         | 5     | Austrália         |  |
| Ranking FIVB            | 16 de abril de 2018 – 31 de março de 2022 | –         | 5     | Vanuatu           |  |
| Ranking FIVB            | 16 de abril de 2018 – 31 de março de 2022 | –         | 5     | Nova Zelândia     |  |
| Ranking FIVB            | 16 de abril de 2018 – 31 de março de 2022 | –         | 5     | Chipre            |  |
| Ranking Oceania         | 16 de abril de 2018 – 31 de março de 2022 | –         | 1     | Ilhas Salomão     |  |
| Ranking América/Caribe  | 16 de abril de 2018 – 31 de março de 2022 | –         | 1     | Trinidad e Tobago |  |
| CEV Qualificatórias     | 24 – 26 de setembro de 2021               | Edimburgo | 1     | Escócia           |  |
| AVC Qualificatórias     | 18 – 19 de março de 2022                  | Negombo   | 1     | Sri Lanka         |  |
| CAVB Qualificatórias    | 25 – 28 de março de 2022                  | Acra      | 1     | Gana              |  |
| Convite bipartido       | 21 de abril de 2022                       | –         | 1     | Quênia            |  |
| Total                   | Total                                     | Total     | 12    |                   |  |

Nota: As qualificatórias continentais masculinas para as Américas/Caribe e Oceania foram suspensas devido à pandemia causada pela COVID-19, de modo que as vagas foram concedidas às nações mais bem classificadas dessas regiões.

### Primeira fase
|  | Equipes classificadas às quartas de final |
|  | Ranking dos terceiros melhores colocados  |

Todos os jogos seguem a hora oficial de British Summer Time (UTC+1)

#### Grupo A
| Dupla                  | Pts | J | V | D | SP | SC |
| ---------------------- | --- | - | - | - | -- | -- |
| Humana-Paredes – Pavan | 6   | 3 | 3 | 0 | 6  | 0  |
| Zeimann – Polley       | 5   | 3 | 2 | 1 | 4  | 2  |
| Khadambi – Makokha     | 4   | 3 | 1 | 2 | 2  | 5  |
| Aryee – Katadat        | 3   | 3 | 0 | 3 | 1  | 6  |

| Horário     | Jogo                   | Jogo                      | Jogo               |
| ----------- | ---------------------- | ------------------------- | ------------------ |
| 30 de julho |                        |                           |                    |
| 14:30       | Humana-Paredes – Pavan | 2–0 (21–7, 21–6)          | Aryee – Katadat    |
| 30 de julho |                        |                           |                    |
| 19:00       | Zeimann – Polley       | 2–0 (21–10, 21–19)        | Khadambi – Makokha |
| 1 de agosto |                        |                           |                    |
| 14:30       | Humana-Paredes – Pavan | 2–0 (21–15, 21–5)         | Khadambi – Makokha |
| 1 de agosto |                        |                           |                    |
| 19:00       | Zeimann – Polley       | 2–0 (21–10, 21–13)        | Aryee – Katadat    |
| 3 de agosto |                        |                           |                    |
| 14:30       | Khadambi – Makokha     | 2–1 (16–21, 21–13, 15–12) | Aryee – Katadat    |
| 3 de agosto |                        |                           |                    |
| 19:00       | Humana-Paredes – Pavan | 2–0 (32–30, 21–10)        | Zeimann – Polley   |

#### Grupo B
| Dupla                      | Pts | J | V | D | SP | SC |
| -------------------------- | --- | - | - | - | -- | -- |
| Artacho – Clancy           | 6   | 3 | 3 | 0 | 6  | 0  |
| Konstantopoulou – Nyströme | 5   | 3 | 2 | 1 | 4  | 2  |
| Bandara – Weerasinghe      | 4   | 3 | 1 | 2 | 2  | 4  |
| Armstrong – Chase          | 3   | 3 | 0 | 3 | 0  | 6  |

| Horário     | Jogo                       | Jogo               | Jogo                       |
| ----------- | -------------------------- | ------------------ | -------------------------- |
| 31 de julho |                            |                    |                            |
| 14:30       | Artacho – Clancy           | 2–0 (21–10, 21–12) | Bandara – Weerasinghe      |
| 31 de julho |                            |                    |                            |
| 19:00       | Konstantopoulou – Nyströme | 2–0 (21–7, 21–17)  | Armstrong – Chase          |
| 2 de agosto |                            |                    |                            |
| 14:30       | Artacho – Clancy           | 2–0 (21–7, 21–6)   | Armstrong – Chase          |
| 2 de agosto |                            |                    |                            |
| 19:00       | Konstantopoulou – Nyströme | 2–0 (21–8, 21–10)  | Bandara – Weerasinghe      |
| 4 de agosto |                            |                    |                            |
| 14:30       | Artacho – Clancy           | 2–0 (21–14, 21–13) | Konstantopoulou – Nyströme |
| 4 de agosto |                            |                    |                            |
| 19:00       | Armstrong – Chase          | 0–2 (0–21, 0–21)   | Bandara – Weerasinghe      |

#### Grupo C
| Dupla            | Pts | J | V | D | SP | SC |
| ---------------- | --- | - | - | - | -- | -- |
| Pata – Toko      | 6   | 3 | 3 | 0 | 6  | 0  |
| Grimson – Mumby  | 5   | 3 | 2 | 1 | 4  | 2  |
| Beattie – Coutts | 4   | 3 | 1 | 2 | 2  | 4  |
| Gwali – Donga    | 3   | 3 | 0 | 3 | 0  | 6  |

| Horário     | Jogo             | Jogo               | Jogo             |
| ----------- | ---------------- | ------------------ | ---------------- |
| 31 de julho |                  |                    |                  |
| 14:30       | Pata – Toko      | 2–0 (21–10, 21–14) | Beattie – Coutts |
| 31 de julho |                  |                    |                  |
| 19:00       | Grimson – Mumby  | 2–0 (21–10, 21–6)  | Gwali – Donga    |
| 2 de agosto |                  |                    |                  |
| 15:30       | Pata – Toko      | 2–0 (21–8, 21–7)   | Gwali – Donga    |
| 2 de agosto |                  |                    |                  |
| 19:00       | Grimson – Mumby  | 2–0 (21–17, 21–15) | Beattie – Coutts |
| 4 de agosto |                  |                    |                  |
| 14:30       | Beattie – Coutts | 2–0 (21–6, 21–16)  | Gwali – Donga    |
| 4 de agosto |                  |                    |                  |
| 19:00       | Grimson – Mumby  | 0–2 (9–21, 19–21)  | Pata – Toko      |

#### Qualificação dos terceiros melhores ranqueados
|  | Equipes classificadas às quartas de final |

| Dupla                 | Pts | J | V | D | SP | SC |
| --------------------- | --- | - | - | - | -- | -- |
| Beattie – Coutts      | 4   | 3 | 1 | 2 | 2  | 4  |
| Bandara – Weerasinghe | 4   | 3 | 1 | 2 | 2  | 4  |
| Khadambi – Makokha    | 4   | 3 | 1 | 2 | 2  | 5  |

### Fase final
| Horário                           | Jogo                   | Jogo                      | Jogo                      |
| --------------------------------- | ---------------------- | ------------------------- | ------------------------- |
| Quartas de final – 5 de agosto    |                        |                           |                           |
| 14:30                             | Beattie – Coutts       | 0–2 (11–21, 11–21)        | Artacho – Clancy          |
| 15:30                             | Pata – Toko            | 2–0 (29–27, 30–28)        | Konstantopoulou – Nyström |
| 20:00                             | Zeimann – Polley       | 2–0 (21–13, 21–15, 15–12) | Grimson – Mumby           |
| 21:00                             | Humana-Paredes – Pavan | 2–0 (21–9, 21–11)         | Bandara – Weerasinghe]    |
| Semifinais – 6 de agosto          |                        |                           |                           |
| 20:00                             | Humana-Paredes – Pavan | 2–1 (29–31, 21–14, 19–17) | Zeimann – Polley          |
| 21:00                             | Pata – Toko            | 0–2 (24–26, 16–21)        | Artacho – Clancy          |
| Disputa pelo bronze – 7 de agosto |                        |                           |                           |
| 20:00                             | Zeimann – Polley       | 0–2 (21–10, 20–22, 10–15) | Pata – Toko               |
| Final – 7 de agosto               |                        |                           |                           |
| 21:00                             | Humana-Paredes – Pavan | 2–1 (22–24, 21–17, 15–12) | Artacho – Clancy          |

### Classificação final
| Pos. | Dupla                                       |
| ---- | ------------------------------------------- |
|      | CAN Melissa Humana-Paredes – Sarah Pavan    |
|      | AUS Mariafe Artacho – Taliqua Clancy        |
|      | VAN Miller Pata – Sherysyn Toko             |
| 4    | NZL Zeimann – Polley                        |
| 5    | CYP Zoi Konstantopoulou – Erika Nyström     |
| 5    | ING Jessica Grimson – Daisy Mumby           |
| 5    | ESC Lynne Beattie – Melissa Coutts          |
| 5    | SRI Deepika Bandara – Chaturika Weerasinghe |
| 9    | KEN Brackcides Khadambi – Gaudencia Makokha |
| 10   | GAN Aryee – Katadat                         |
| 10   | SOL Rose Gwali – Hannah Donga               |
| 10   | TTO Armstrong – Chase                       |

## Quadro de medalhas
| Ordem | País       | Medalha de ouro | Medalha de prata | Medalha de bronze | Total |
| ----- | ---------- | --------------- | ---------------- | ----------------- | ----- |
| 1     | Austrália  | 1               | 1                |                   | 2     |
|       | Canadá     | 1               | 1                |                   | 2     |
| 3     | Inglaterra |                 |                  | 1                 | 1     |
|       | Vanuatu    |                 |                  | 1                 | 1     |
| TOTAL | TOTAL      | 2               | 2                | 2                 | 6     |